# Сфера
Сфера (од Lua грешка in package.lua at line 80: module 'Module:ISO 639 name/ISO 639-3 (dep)' not found.  σφαῖρα (sphaîra), са значењем „globe, ball”) у математици примарно означава површину у тродимензионом простору. У том смислу се може дефинисати као геометријско место тачака у простору, чије је растојање од дате тачке O константно и износи r. Притом се O назива центром сфере, а r њеним полупречником. Део простора, којег сфера ограничава се назива лоптом.
Сфера је основни објекат у многим областима математике. Сфере и готово сферични облици се такође појављују у природи и индустрији. Мехурићи као што су мехурићи сапуна у равнотежи попримају сферни облик. Земља се у географији често апроксимира као сфера, а небеска сфера је важан појам у астрономији. Произведени предмети, укључујући посуде под притиском и већина закривљених огледала и сочива, засновани су на сферама. Сфере се глатко котрљају у било ком правцу, тако да је већина лопти које се користе у спорту и играчкама сферичне, као и куглични лежајеви.
Геометријски гледано, сфера се може формирати ротирањем круга за пола обртаја око осе која сече центар круга, или ротацијом полукруга за један пун обрт око осе која се поклапа (или истовремено) са правом ивицом полукруга.

## Једначине сфере
Сфера се у Декартовом координатном систему може представити једначином:
{\displaystyle (x-x_{c})^{2}+(y-y_{c})^{2}+(z-z_{c})^{2}=r^{2}\,},
где је тачка C = центар сфере, а r њен полупречник.
Координате из ове једначине се могу разложити и на појединачне компоненте:
{\displaystyle \,x=x_{c}+r\sin \theta \;\cos \varphi }
{\displaystyle \,y=y_{c}+r\sin \theta \;\sin \varphi \qquad (0\leq \varphi \leq 2\pi ;0\leq \theta \leq \pi )\,}
{\displaystyle \,z=z_{c}+r\cos \theta \,}

## Особине
Површина сфере је дефинисана њеним полупречником, и износи:
{\displaystyle S=4\pi r^{2}\,}
Иако је сфера као површ шупља, она у простору ограничава одређену запремину, која се такође може дефинисати полупречником те сфере, и износи:
{\displaystyle V={\frac {4}{3}}\pi r^{3}}

## Затворена запремина
У три димензије, запремина унутар сфере (тј. запремина лопте, али се класично назива запремина сфере) је
{\displaystyle V={\frac {4}{3}}\pi r^{3}={\frac {\pi }{6}}\ d^{3}\approx 0.5236\cdot d^{3}}
где је r полупречник а d пречник сфере. Архимед је први извео ову формулу показујући да је запремина унутар сфере двоструко већа од запремине између сфере и описаног цилиндра те сфере (имају висину и пречник једнаке пречнику сфере). Ово се може доказати уписивањем конуса у полусферу, уз напомену да је површина попречног пресека конуса плус површина попречног пресека сфере иста као и површина попречног пресека описаног цилиндра, и применом Кавалијеријевог принципа. Ова формула се такође може извести коришћењем интегралног рачуна, односно интеграције дискова да се саберу запремине бесконачног броја кружних дискова бесконачно мале дебљине наслаганих један поред другог и центрираних дуж x-осе од x = −r до x = r, под претпоставком да је сфера полупречника r је центрирана у координатном почетку.
| Доказ запремине сфере, коришћењем калкулуса |
| --- |
| На било ком датом x, инкрементална запремина (δV) једнака је производу површине попречног пресека диска у x и његове дебљине (δx): {\displaystyle \delta V\approx \pi y^{2}\cdot \delta x.} Укупна запремина је збир свих инкременталних запремина: {\displaystyle V\approx \sum \pi y^{2}\cdot \delta x.} У лимиту како се δx приближава нули, ова једначина постаје: {\displaystyle V=\int _{-r}^{r}\pi y^{2}dx.} У било ком датом x, правоугли троугао повезује x, y и r са исходиштем; дакле, примена Питагорине теореме даје: {\displaystyle y^{2}=r^{2}-x^{2}.} Коришћење ове замене даје {\displaystyle V=\int _{-r}^{r}\pi \left(r^{2}-x^{2}\right)dx,} који се може проценити да би дао резултат {\displaystyle V=\pi \left[r^{2}x-{\frac {x^{3}}{3}}\right]_{-r}^{r}=\pi \left(r^{3}-{\frac {r^{3}}{3}}\right)-\pi \left(-r^{3}+{\frac {r^{3}}{3}}\right)={\frac {4}{3}}\pi r^{3}.} Алтернативна формула се налази помоћу сферних координата, са елементом запремине {\displaystyle dV=r^{2}\sin \theta \,dr\,d\theta \,d\varphi } тако да је {\displaystyle V=\int _{0}^{2\pi }\int _{0}^{\pi }\int _{0}^{r}r'^{2}\sin \theta \,dr'\,d\theta \,d\varphi =2\pi \int _{0}^{\pi }\int _{0}^{r}r'^{2}\sin \theta \,dr'\,d\theta =4\pi \int _{0}^{r}r'^{2}\,dr'\ ={\frac {4}{3}}\pi r^{3}.} |

За већину практичних сврха, запремина унутар сфере уписане у коцку може се апроксимирати као 52,4% запремине коцке, пошто је V = π/6 d3, где је d пречник сфере и такође дужина странице коцке и π/6 ≈ 0,5236. На пример, сфера пречника 1 m има 52,4% запремине коцке са дужином ивице 1 m, или око 0,524 3.

## Површина
Површина сфере полупречника r је:
{\displaystyle A=4\pi r^{2}.}
Архимед је први извео ову формулу из чињенице да пројекција на бочну површину описаног цилиндра очувава површину. Други приступ добијању формуле долази из чињенице да је она једнака деривату формуле за запремину у односу на r, јер се укупна запремина унутар сфере полупречника r може сматрати збиром површине бесконачног броја сферних шкољки бесконачно мале дебљине концентрично наслаганих једна унутар друге од полупречника 0 до полупречника r. При инфинитезималној дебљини, неслагање између унутрашње и спољашње површине било које дате шкољке је инфинитезимално мало, а елементарна запремина на радијусу r је једноставно производ површине на радијусу r и бесконачно мале дебљине.
| Доказ површине, коришћењем калкулуса |
| --- |
| На било ком датом полупречнику r, инкрементална запремина (δV) једнака је производу површине на полупречнику r (A(r)) и дебљине љуске (δr): {\displaystyle \delta V\approx A(r)\cdot \delta r.} Укупна запремина је збир свих запремина шкољке: {\displaystyle V\approx \sum A(r)\cdot \delta r.} У лимиту како се δr приближава нули ова једначина постаје: {\displaystyle V=\int _{0}^{r}A(r)\,dr.} Заменом V се добија: {\displaystyle {\frac {4}{3}}\pi r^{3}=\int _{0}^{r}A(r)\,dr.} Диференцирање обе стране ове једначине у односу на r даје A као функцију r: {\displaystyle 4\pi r^{2}=A(r).} Ово се углавном скраћено записује као: {\displaystyle A=4\pi r^{2},} где се r сада сматра фиксним полупречником сфере. Алтернативно, елемент површине на сфери је дат у сферним координатама са dA = r2 sin θ dθ dφ. У Декартовим координатама, елемент површине је {\displaystyle dS={\frac {r}{\sqrt {r^{2}-{\displaystyle \sum _{i\neq k}x_{i}^{2}}}}}\prod _{i\neq k}dx_{i},\;\forall k.} Укупна површина се тако може добити интеграцијом: {\displaystyle A=\int _{0}^{2\pi }\int _{0}^{\pi }r^{2}\sin \theta \,d\theta \,d\varphi =4\pi r^{2}.} |

Сфера има најмању површину од свих површина које обухватају дату запремину, а обухвата највећу запремину међу свим затвореним површинама са датом површином. Сфера се стога појављује у природи: на пример, мехурићи и мале капи воде су отприлике сферне, јер површински напон локално минимизира површину.
Површина у односу на масу лопте назива се специфична површина и може се изразити из горе наведених једначина као
{\displaystyle \mathrm {SSA} ={\frac {A}{V\rho }}={\frac {3}{r\rho }},}
где је ρ густина (однос масе и запремине).

## Уопштење сфере
Сфера се може уопштити и на друге просторе и метрике, осим R³, следећи њену основну дефиницију да се ради о геометријском месту тачака, подједнако удаљеним од једне централне тачке. Пример њене примене у неком другом простору је нпр. у R², где је она заправо кружница.